# Périphrase (linguistique)
« Périphrase » est, à l’origine, un terme de rhétorique. Dans ce domaine, la périphrase fait partie des figures de style et désigne un groupe de mots qui remplace un mot unique, dans divers buts. L’un de ceux-ci est d’obtenir plus d’expressivité. Des exemples pour cela sont, en français, la Ville Lumière pour Paris ou la grande bleue pour la mer, en anglais the Emerald Isle « l’île d’émeraude » pour l’Irlande, en hongrois Árpád fiai « les fils d’Árpád » pour les Magyars. La périphrase peut aussi être utilisée dans un but ironique (ex. boucherie héroïque pour guerre), euphémique (Il est parti pour un monde meilleur pour il est mort), ou pour remplacer un mot considéré comme malséant ou tabou : (hu) szükségére megy « aller faire ses besoins ».
En linguistique, on a adopté le terme « périphrase » dans l’acception ci-dessus, mais aussi dans un sens plus large. Premièrement, on y inclut tous les types de locutions. Deuxièmement, on applique ce terme à toutes les formes grammaticales analytiques en opposition avec les formes synthétiques. Cette application part d’un point de vue diachronique, le remplacement d’une forme synthétique par une forme analytique pour exprimer le même sens grammatical correspondant à la définition originaire de la périphrase (groupe de mots qui remplace un mot unique). Ainsi, par exemple, en français, j’ai fait correspond au latin feci.

## Périphrases lexicales
Dans les grammaires de certaines langues, comme le français ou le roumain, pour les périphrases lexicales il y a un terme à part, « locution ». C’est un groupe de mots qui constitue une unité lexicale, ayant un sens unitaire et se comportant, du point de vue grammatical, comme un mot unique appartenant à une certaine partie du discours,,.

## Périphrases grammaticales
Les périphrases grammaticales sont appelées autrement formes grammaticales analytiques. Elles expriment surtout des traits grammaticaux du verbe, mais d’autres parties du discours aussi.

### Périphrases verbales
Les formes verbales périphrastiques se forment avec des verbes auxiliaires et semi-auxiliaires.

#### Périphrases modales et temporelles
En français il y a relativement beaucoup de formes modales et temporelles périphrastiques. Traditionnellement, dans les grammaires de cette langue, on appelle « temps composés » ceux formés avec les verbes auxiliaires avoir et être et le participe passé du verbe à sens lexical, par exemple le passé composé : Nous avons bien ri, Le train est parti. On appelle « temps périphrastiques » ceux construits avec des verbes appelés semi-auxiliaires et l’infinitif du verbe à sens lexical, tel le futur proche : Le bébé va s’endormir.
En anglais, sauf deux formes (le présent simple et le passé simple), toutes les autres sont périphrastiques : le présent continu (We are playing cards now « Nous sommes en train de jouer aux cartes »), le passé continu (We were playing cards at the time « Nous étions en train de jouer aux cartes à ce moment-là »), etc..
En roumain aussi, la plupart des formes sont périphrastiques : le présent du conditionnel (aș vorbi « je parlerais »), le passé composé (am vorbit « j’ai parlé »), les formes de futur : voi vorbi « je parlerai », etc.
En BCMS il y a comme formes périphrastiques le présent du conditionnel (Morali bismo ga pośetiti « Nous devrions lui rendre visite »), le passé (Jeste li čuli? « Avez-vous entendu ? »), le futur : Jednog dana on će završiti studije « Un jour il finira ses études », etc.
En hongrois il y a deux telles formes : le futur (élni fog « il/elle vivra ») et le passé du conditionnel : kért volna « il/elle aurait demandé ».

#### Périphrases exprimant des diathèses (voix), des aspects, des modalités et des sens pragmatiques
Dans les langues romanes, la voix passive, par exemple, se forme de façon périphrastique, avec le verbe auxiliaire être et le participe passé du verbe à sens lexical :
- (fr) Le vaccin contre la rage a été découvert par Pasteur[13] ;
- (ro) Cărțile vor fi puse la loc « Les livres seront mis à leur place »[20].

D’autres périphrases verbales sont aspectuelles. Elles expriment, par exemple en français :
- le début de l’action :
  - En entandant cette histoire, tout le monde s’est mis à rire ;
  - Il était sur le point de se coucher, lorsque nous sommes arrivés ;
- le déroulement de l’action : Ne dérange pas Stanislas ! Il est en train de travailler ;
- la fin de l’action :
  - Au bout de trois jours, la pluie a enfin cessé de tomber ;
  - Tu peux prendre le journal. J’ai fini de le lire.

Certains linguistes incluent parmi les périphrases aspectuelles celles appelées factitives ou causatives, qui expriment la participation indirecte du sujet à l’action. Parfois, l’action est causée par le sujet. Dans ce cas le verbe semi-auxiliaire est l’équivalent de faire :
- (fr) L’opium fait dormir, Il fait faire ses costumes à Londres[22] ;
- (en) She makes him eat « Elle le fait manger »[23].

D’autres fois on exprime le fait que l’action n’est pas empêchée par le sujet, avec le semi-auxiliaire équivalent de laisser : Sa mère l’a laissé dormir jusqu’à dix heures, Il a laissé battre son petit frère.
En anglais, les formes temporelles continues (voir plus haut) expriment en même temps l’aspect continu (action en déroulement).
En hongrois aussi il y a une périphrase d’aspect, avec le semi-auxiliaire szokott (au sens lexical « il/elle avait l’habitude de »), qui exprime une action répétée de temps en temps, soit dans le passé, soit dans le présent, malgré sa forme de passé, le moment de l’action pouvant être déduit du contexte : Esténként olvasni szokott « Le soir, il/elle a/avait l’habitude de lire ».
Les périphrases de modalité expriment la façon dont le locuteur considère l’action comprise dans son propre énoncé (comme obligatoire, probable, possible, éventuelle, etc.) :
- action presque réalisée :
  - (fr) Nous avons failli réussir[25] ;
  - (ro) era să cadă « il/elle a failli tomber »[6] ;
- action fortuite : (hu) Ha el találod árulni a titkot, megharagszom « S’il arrive que tu divulgues le secret, je me fâche »[24] ;
- action voulue :
  - (fr) Je veux savoir[25] ;
  - (ro) vrea să zică « il/elle veut dire »[6] ;
- apparence : (fr) Le temps semble s’améliorer[25] ;
- capacité à faire quelque chose :
  - (fr) Cet avion pourra transporter plus de 700 passagers[26] ;
  - (ro) pot să cânt ou pot cânta « je peux chanter »[6] ;
- éventualité :
  - (fr) Attention ! Il a neigé, on peut glisser[26] ;
  - (en) We may have problems « Nous pourrions avoir des problèmes »[27] ;
- obligation, nécessité :
  - (fr) Tu dois t’excuser / Tu as à t’excuser, Il faut lui pardonner[28] ;
  - (ro) trebuie să vorbesc « je dois parler », trebuie vorbit « il faut parler », am a spune ou am de spus « j’ai à dire », e de spus « il faut dire »[6] ;
- possibilité : (sr) Ja ovde mogu studirati/da studiram « Ici je peux étudier »[29] ;
- probabilité : (fr) Quelle chaleur ! Il doit faire au moins 35 °C[21].

Les grammaires du hongrois prennent en compte une périphrase pragmatique, avec le semi-auxiliaire tetszik, dont le sens lexical est « plaire », utilisée d’ordinaire pour exprimer la politesse à l’égard d’une personne plus âgée que le locuteur : Tetszett már venni a süteményből? « Avez-vous déjà pris du gâteau ? » (littéralement « Vous a-t-il déjà plu prendre du gâteau ? »).

### Les degrés de comparaison
Dans certaines langues, tous les degrés de comparaison des adjectifs et des adverbes, dans d’autres certains sont exprimés de façon analytique, donc périphrastique.
En français, tous le sont ainsi, à l’exception du comparatif et du superlatif de quelques adjectifs et adverbes : plus facile, aussi facile, moins facile, le plus grand, la moins chère.
En roumain, tous les degrés de comparaison de tous les adjectifs et adverbes qui en ont sont périphrastiques : mai înalt « plus haut », la fel de / tot așa de / tot atât de înalt « aussi haut », mai puțin înalt « moins haut », cel mai înalt « le plus haut », cel mai puțin înalt « le moins haut ».
En anglais, les degrés de comparaison de la plupart des adjectifs et adverbes sont périphrastiques (ex. more interesting « plus intéressant »), certains ont le comparatif de supériorité et le superlatif relatif de supériorité seulement synthétiques, c’est-à-dire formés avec des suffixes (bigger « plus grand »), quelques autres peuvent avoir ces degrés formés avec les deux procédés : more happy ou happier « plus heureux », the most happy ou the happiest « le plus heureux ».
En hongrois, seuls le comparatif d’égalité et celui d’infériorité, ainsi que le superlatif relatif d’infériorité sont construits de façon périphrastique : kevésbé rossz « moins mauvais » ugyanolyan rossz « aussi mauvais », a legkevésbé jó « le moins bon ».

## Sources bibliographiques
- (ro) Avram, Mioara, Gramatica pentru toți [« Grammaire pour tous »], Bucarest, Humanitas, 1997  (ISBN 973-28-0769-5)
- (hr) Barić, Eugenija et al., Hrvatska gramatika [« Grammaire croate »], 2de édition revue, Zagreb, Školska knjiga, 1997  (ISBN 953-0-40010-1)
- (hu) Bokor, József, « Szóalaktan » [« Morphologie »], A. Jászó, Anna (dir.), A magyar nyelv könyve [« Le livre de la langue hongroise »], 8e édition, Budapest, Trezor, 2007  (ISBN 978-963-8144-19-5), p. 254-292 (consulté le 3 juin 2018)
- (en) Bussmann, Hadumod (dir.), Dictionary of Language and Linguistics [« Dictionnaire de la langue et de la linguistique »], Londres – New York, Routledge, 1998  (ISBN 0-203-98005-0)  (consulté le 3 juin 2018)
- (cnr) Čirgić, Adnan ; Pranjković, Ivo ; Silić, Josip, Gramatika crnogorskoga jezika [« Grammaire du monténégrin »], Podgorica, Ministère de l’Enseignement et des Sciences du Monténégro, 2010,  (ISBN 978-9940-9052-6-2) (consulté le 3 juin 2018)
- (en) Cojocaru, Dana, Romanian Grammar [« Grammaire roumaine »], SEELRC, 2003 (consulté le 3 juin 2018)
- (ro) Constantinescu-Dobridor, Gheorghe, Dicționar de termeni lingvistici [« Dictionnaire de termes linguistiques »], Bucarest, Teora, 1998; en ligne : Dexonline (DTL) (consulté le 3 juin 2018)
- (en) Crystal, David, A Dictionary of Linguistics and Phonetics [« Dictionnaire de linguistique et de phonétique »], 4e édition, Blackwell Publishing, 2008  (ISBN 978-1-4051-5296-9) (consulté le 10 avril 2023)
- Delatour, Yvonne et al., Nouvelle grammaire du français, Paris, Hachette, 2004,  (ISBN 2-01-155271-0) (consulté le 3 juin 2018)
- (ro) Dicționare ale limbii române [« Dictionnaires de la langue roumaine »] (Dexonline) (consulté le 3 juin 2018)
- Dubois, Jean et al., Dictionnaire de linguistique, Paris, Larousse-Bordas/VUEF, 2002 (consulté le 10 avril 2023)
- (en) Eastwood, John, Oxford Guide to English Grammar [« Guide Oxford de la grammaire anglaise »], Oxford, Oxford University Press, 1994  (ISBN 0-19-431351-4) (consulté le 10 avril 2023)
- Grevisse, Maurice et Goosse, André, Le Bon Usage. Grammaire française, Bruxelles, De Boeck Université, 2007, 14e édition,  (ISBN 978-2-8011-1404-9) (consulté le 10 avril 2023)
- (hu) Hangay, Zoltán, « Szövegtan » [« Textologie »], A. Jászó, Anna (dir.), A magyar nyelv könyve [« Le livre de la langue hongroise »], 8e édition, Budapest, Trezor, 2007  (ISBN 978-963-8144-19-5), p. 521-554 (consulté le 3 juin 2018)
- Kalmbach, Jean-Michel, La grammaire du français langue étrangère pour étudiants finnophones, version 1.5., Universitaté de Jyväskylä (Finlande), 2017,  (ISBN 978-951-39-4260-1) (consulté le 3 mai 2018)
- (sr) Klajn, Ivan, Gramatika srpskog jezika [« Grammaire de la langue serbe »], Belgrade, Zavod za udžbenike i nastavna sredstva, 2005  (ISBN 86-17-13188-8) (consulté le 10 avril 2023)
- (hu) Lengyel, Klára, « A segédigék kérdéséhez » [« Au sujet des verbes auxiliaires »], Magyar Nyelvőr, no 1, janvier-mars 1999 (consulté le 3 mai 2018)
- Mauger, Gaston, Grammaire pratique du français d’aujourd’hui, 4e édition, Paris, Hachette, 1971
- (ro) Moldovan, Valentin et Radan, Milja N., Gramatika srpskog jezika. Morfologija. Gramatica limbii sârbe [« Grammaire du serbe. Morphologie »], Sedona, Timișoara, 1996  (ISBN 973-97457-4-1)
- Mounin, Georges, Dictionnaire de la linguistique, Paris, Presses Universitaires de France, 1974
- Trésor de la langue française informatisé (TLFi) (consulté le 3 juin 2018)